# Chrysanthellum integrifolium
Chrysanthellum integrifolium là một loài thực vật có hoa trong họ Cúc. Loài này được Steetz ex Steetz mô tả khoa học đầu tiên năm 1854.